# 정선 김씨
정선 김씨(旌善金氏)는 강원특별자치도 정선군을 본관으로 하는 한국의 성씨이다.
시조 김공간(金公侃)은 신라 경순왕의 후손이며, 부사(府使)를 지냈다.

## 참고 자료
- “정선김씨(旌善金氏)”. 뿌리를 찾아서.[깨진 링크(과거 내용 찾기)]